# 밀크 인사이드 어 백 오브 밀크 인사이드 어 백 오브 밀크
밀크 인사이드 어 백 오브 밀크 인사이드 어 백 오브 밀크(Milk Inside a Bag of Milk Inside a Bag of Milk)는 러시아 게임 개발사 니키타 크류코프가 개발한 2020년 심리 공포 비주얼 노벨 게임이다. 이 게임은 우유 한 봉지를 사기 위해 인근 식료품점을 방문하지만 심각한 트라우마와 정신병으로 고통받는 익명의 여성 주인공을 중심으로 진행된다. 플레이어는 내면의 독백을 공유하며 머릿속으로 목소리를 낸다.
이 게임은 2020년 8월 26일 미씽 캄(Missing Calm)에 의해 스팀 (서비스)에 출시되었다. 2022년 11월 11일에 게임과 그 속편은 포에버 엔터테인먼트(Forever Entertainment)에 의해 닌텐도 스위치로 포팅되었다.

## 플롯
게임은 플레이어가 소녀와 함께 식료품점에 가서 캐릭터의 어머니에게 줄 우유 한 봉지를 사러 가는 1인칭 시점에서 시작된다. 소녀의 걷기는 가상으로 계산원에게 문장을 말할 수 없고, 한 발은 아스팔트 위를 걷고 있고 다른 발은 잔디 위를 걷고 있다는 강박적인 인식으로 인해 제대로 걷기가 극도로 어려워졌다. 상점에 들어가면 플레이어는 캐릭터에게 우유를 집고 비용을 지불하도록 여러 번 안내하고 상기시켜야 하는데, 이는 캐릭터의 환각과 다른 사람과 제대로 의사소통할 수 없기 때문에 더욱 어려워진다.
밖으로 나가자 캐릭터는 주유소 가까이 다가가 트럭에 치일 뻔했지만 대신 그녀를 지나가는 곰을 환각한다. 플레이어는 소녀의 문제에 맞서기 위해 두 가지 다른 방법을 선택할 수 있지만, 어느 쪽을 선택하든 캐릭터는 네 번째 벽을 무너뜨리고 자신이 플레이어에게 직접 이야기하는 모습을 상상하게 된다. 이 대화에서 플레이어는 아버지의 자살, 그 이후로 겪은 정신적 문제 등 캐릭터가 직면한 트라우마에 대해 알게 된다. 그런 다음 플레이어는 그녀를 방해하고 집으로 돌아가라고 조언하며 게임은 중단된 부분부터 다시 시작된다. 이 시점에서 음악이 멈추고 바람이 부는 소리가 재생되기 시작한다. 캐릭터는 약이 약이 없어지면 멈추는 "끔찍하고 불쾌한 멜로디"를 듣게 만드는 약을 설명하면서 이에 대해 자세히 설명한다. 아파트 옥상에서 시간을 보낸 후, 그녀는 다시 아래층으로 내려가 어머니가 그녀에게 자라고 명령한다.

## 속편
2021년 2월 19일 크류코프는 속편이 개발 중이라고 발표했다. 2021년 12월 16일, 속편은 크류코프에 의해 "밀크 2"라고 불리는 "밀크 아웃사이드 어 백 오브 밀크 아웃사이드 어 백 오브 밀크"(Milk Outside a Bag of Milk Outside a Bag of Milk)라는 제목으로 출판되었다.
속편은 이전 편이 끝나는 이야기를 계속한다. 소녀는 원작에서 우유 한 봉지를 구입한 후 집으로 돌아오는데, 그곳에서 그녀를 학대하는 어머니가 그녀를 대면하고 공격한다. 공격이 있은 후, 소녀는 침실로 돌아가 밤을 준비하고 잠에 들려고 한다.
속편에는 짧지만 완전히 애니메이션화된 컷씬과 대체 엔딩이 있는 분기 경로가 포함되어 있다. 그래픽은 덜 추상적이며 더 이상 흑백으로 렌더링되지 않는다. 원래 게임은 대부분 1인칭 시점으로 진행되었지만, 속편에서는 플레이어가 소녀의 눈을 통해 보는 대신 소녀를 바라보며 소녀의 모습을 드러내게 된다. 이 게임은 텍스트 상자에 화자의 그림이 수반되는 시각 소설에서 더 일반적인 스타일을 취한다.